# Moczary (Natura 2000)
Moczary (kod PLH180026) – projektowany specjalny obszar ochrony siedlisk, aktualnie obszar mający znaczenie dla Wspólnoty, położony w Górach Sanocko-Turczańskich, w pobliżu wsi Moczary i Bandrów Narodowy, o powierzchni 1181,79 ha.
W obszarze występuje dziewięć typów siedlisk z załącznika I dyrektywy siedliskowej:
- żyzne buczyny
- kwaśne buczyny
- łąki świeże
- murawy bliźniczkowe
- ziołorośla
- torfowiska przejściowe
- torfowiska zasadowe (młaki)
- bór bagienny
- łęgi

Występuje tu siedem gatunków z załącznika II:
- bóbr Castor fiber
- wilk Canis lupus
- niedźwiedź brunatny Ursus arctos
- ryś Lynx lynx
- kumak górski Bombina variegata
- traszka karpacka Lissotriton montandoni
- poczwarówka zwężona Vertigo angustior

Ostoja leży w granicach Wschodniobeskidzkiego Obszaru Chronionego Krajobrazu.